# Dorylus affinis
Dorylus affinis é uma espécie de formiga do gênero Dorylus.